# Jorge de Podiebrad
Jorge de Podiebrad (en checo: Jiří z Poděbrad; en húngaro: Podjebrád György, Poděbrad, 6 de abril de 1420-Praga, 22 de marzo de 1471) fue rey de Bohemia (1458-1471). 
Señor de Kunštát y de Poděbrady, Jorge fue el primer soberano europeo en rechazar el catolicismo, abrazando una fe reformada, la de Jan Hus en su versión moderada; la utraquista. Es recordado también por ser el primero en postular la creación de una Europa Unida.

## Biografía
Jorge de Podiebrad descendía de una antigua familia noble bohemia y nació en 1420. Al morir el rey Segismundo de Hungría (Rey de Bohemia y emperador del Sacro Imperio Romano Germánico), los nobles católicos escogieron en 1438 a Alberto de Hungría como rey checo. Segismundo también había sido rey bohemio, derecho hereditario que pasó a Alberto, quien desposó a su hija Isabel de Luxemburgo.
Al no poder acceder al trono bohemio, Podiebrad se unió a los ejércitos husitas que Segismundo no había logrado derrotar décadas antes. Los husitas eran un movimiento armado que se oponía a la Iglesia católica, predicando nuevas doctrinas diferentes. Querían que Casimiro IV de Polonia fuese rey bohemio, pero esto no lo consiguieron. En 1439 murió el rey Alberto y de inmediato surgió el caos ante la falta de un heredero tanto en Hungría como en Bohemia. Sin embargo, la viuda de Alberto dio a luz a un hijo, Ladislao V de Hungría, al cual hizo coronar inmediatamente en el reino húngaro. Dado que el nuevo rey era un infante recién nacido, los nobles húngaros llamaron al joven rey Vladislao III de Polonia para que ocupase el trono de Hungría, forzando a la viuda y a su hijo a escapar al extranjero. Durante este tiempo Podiebrad actuó como regente de Bohemia, mientras Ladislao y su madre vivían en el Sacro Imperio Romano Germánico junto a Federico III de Habsburgo y el reino húngaro era gobernado por el polaco coronado con el nombre de Vladislao I de Hungría.

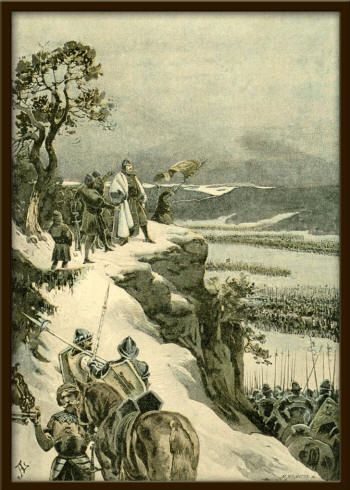
El rey Jorge de Podiebrad se encuentra rodeado y ve a la distancia el ejército del rey Matías Corvino de Hungría. Obra de Adolf Liebscher.

En 1444 murió el rey Vladislao I de Hungría en la batalla de Varna, y de inmediato Juan Hunyadi, el noble húngaro de más rango, pasó a ser regente, recibiendo pronto al infante Ladislao V y a sus cuidadores. De esta forma, durante el reinado del joven Ladislao V de Hungría, Podiebrad fue regente de Bohemia, mientras que Juan Hunyadi fue el de Hungría. En 1457 sucedieron acontecimientos caóticos en el reino húngaro, donde Ladislao Hunyadi (hijo de Juan) asesinó a Ulrico II de Celje, protector del rey Ladislao el Póstumo. Ante el estallido de una guerra civil húngara, el rey Ladislao abandonó el reino y se dirigió a la corte de Jorge de Podiebrad buscando protección. En su huida el rey Ladislao se llevó al pequeño hermano del asesino, Matías Corvino, y lo mantuvo consigo en la corte en Praga.

### El rey Jorge I de Bohemia
Sin embargo, al poco tiempo el rey Ladislao murió por causas aún desconocidas, tras lo cual Jorge fue contactado por el conde Miguel Szilágyi, tío de Matías Corvino, para discutir la liberación del joven que seguía bajo su poder. Como parte del acuerdo, Jorge puso la condición de que ya que los nobles húngaros habían acordado que Matías sería rey de Hungría, el noble bohemio quería que su hija Catalina Podiebrad se casase con el nuevo monarca. Así ocurrió y en 1463 se celebró la boda en Buda. Catalina murió un año después a consecuencias de fiebre pueril tras dar a luz a un hijo que también falleció al poco tiempo.
Al poco tiempo se haría coronar como rey checo engañando a dos obispos húngaros al convencerles de que abandonaría la confesión cristiana reformada husita y abrazaría el catolicismo. En 1468, el papa Paulo II lo excomulgó y organizó una cruzada contra él dirigida por el rey húngaro Matías Corvino. La invasión de Bohemia no tuvo éxito y Matías se vio forzado a retirarse, perdiendo la ocasión de apoderarse de los territorios checos.
Tras continuar la campaña, en abril de 1468, los nobles checos le ofrecieron la corona de  Bohemia al rey Matías, quien habiendo pactado con Federico III de Habsburgo, ocupó los territorios de Moravia. A comienzos de 1469, sin embargo, el rey húngaro y Jorge firmaron la paz con la condición de que este llegaría a un acuerdo con la Iglesia Católica. A pesar de ello, Matías Corvino fue elegido el 3 de mayo de 1469 en Brünn, ante lo cual Podiebrad intervino sugiriendo que Vladislao Jagellón, el hijo del rey de Polonia, fuese elegido como monarca en su lugar. La guerra continuó hasta 1471, cuando el rey húngaro liberó a Podiebrad después de pactar con él. Poco después murió el noble checo, y el rey húngaro conservó la corona de Bohemia hasta su muerte en 1490, cuando fue sucedido por Vladislao III Jagellón.

## Universitas: proyecto paneuropeo

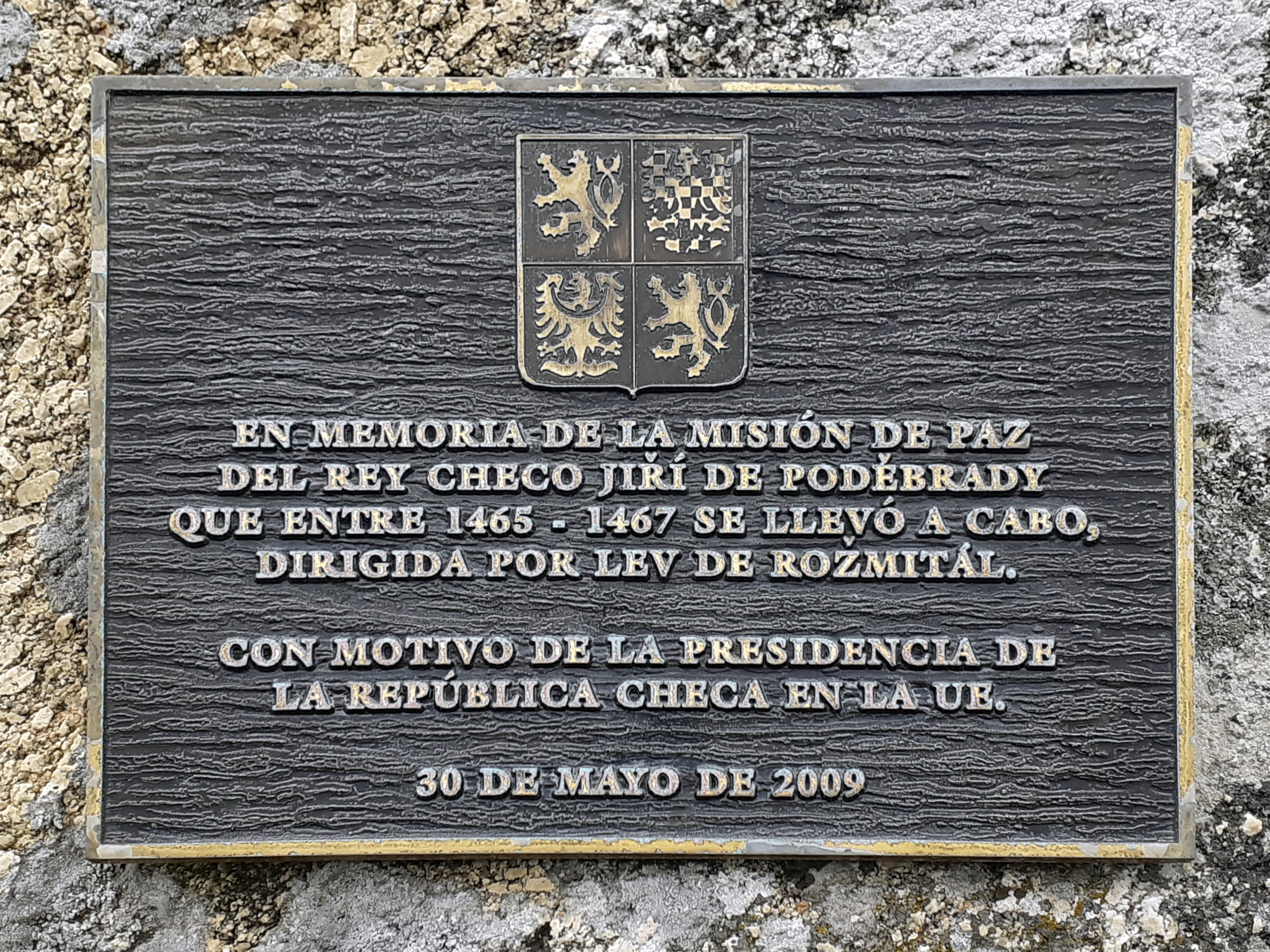
Placa en Finisterre commemorando la misión de paz de Jorge de Podiebrad i el viaje de León de Rosmithal de Blatna

Jorge de Podiebrad es considerado como uno de los precursores de la idea o proyecto de unidad europea que se conoce en la actualidad. Bajo el pretexto de la amenaza turca que existía en Europa tras el avance del Imperio otomano y la caída de Constantinopla, el rey de Bohemia se mostró partidario de crear una confederación europea llamada Universitas, que englobase las distintas monarquías europeas constituyendo así una alianza defensiva para hacer frente a dicha amenaza. El factor de unidad de los diferentes reinos se encontraría en la unidad religiosa, en el marco del Cristianismo. La idea era, por lo tanto, defender el cristianismo contra al avance turco.
No obstante, las verdaderas razones que llevaron a Jorge de Podiebrad a exponer este proyecto eran otras. El hecho de que el Reino de Bohemia fuese minúsculo en comparación con el poderoso Sacro Imperio Romano Germánico, así como la cuestión de ser un rey poco conocido en Europa, le incitaron a presentar un proyecto de unión que consiguiera traspasar el estrecho marco de su reino y que evitase a toda costa una invasión por parte de las monarquías aledañas.
Su proyecto tuvo un alcance muy limitado, debido sobre todo a las diferencias ideológicas con el papa por su apoyo a los husitas. Jorge de Bohemia era considerado un hereje, y sin el apoyo del Papa su proyecto no podía llegar lejos. Por otra parte, el resto de los monarcas lo ignoraron o rechazaron comprometerse.

## Sucesión
| Predecesor: Ladislao V de Hungría | Rey de Bohemia 1458 - 1471 | Sucesor: Matías Corvino |